# Anthony Daniels
Anthony Daniels (sinh ngày 21 tháng 2 năm 1946) là một nam diễn viên người Anh Quốc. Ông được biết đến qua vai C-3PO trong loạt phim Star Wars. Ông cũng là diễn viên duy nhất xuất hiện trong tất cả các phần và các chương trình spin-off (trên ti vi, trò chơi điện tử,...) của loạt phim này.

## Đời tư
Anthony từng là một thành viên của Radio Drama Company (đài BBC). Ông cũng có thể nói lưu loat tiếng Pháp.